# Tutto è musica (album)
Tutto è musica è il 13º album di Domenico Modugno.

## Il disco
Nel 1963 Modugno scrive, insieme a Franco Migliacci e a Tonino Valerii la sceneggiatura per un film autobiografico, intitolato Tutto è musica, di cui è regista oltre che interprete (insieme a Giustino Durano, Franco Franchi e Ciccio Ingrassia).
In estate viene pubblicata la colonna sonora del film, che racchiude tutte canzoni già note del cantautore, ristampate nelle versioni già edite dalla Fonit Cetra, di cui una, Stasera pago io, ancora inedita su LP; completano il disco due nuovi brani, Lettera di un soldato e Io peccatore, non incluse nella pellicola, che erano già state incise su 45 giri in primavera.
L'album non contiene informazioni né sugli arrangiatori né sui musicisti.
La copertina del disco raffigura Modugno mentre vola nel cielo blu.

## Tracce
LATO A
1. Io (testo di Domenico Modugno e Franco Migliacci; musica di Domenico Modugno)
2. Selene (testo di Franco Migliacci; musica di Domenico Modugno)
3. Lu pisce spada (testo e musica di Domenico Modugno)
4. Vecchio frack (testo e musica di Domenico Modugno)
5. Sole, sole, sole (testo di Riccardo Pazzaglia; musica di Domenico Modugno)
6. Lettera di un soldato (testo di Domenico Modugno; musica di Bruno Zambrini)

LATO B
1. Stasera pago io (testo e musica di Domenico Modugno)
2. Cavaddu cecu de la miniera (testo e musica di Domenico Modugno)
3. Piove (testo di Domenico Modugno e Dino Verde; musica di Domenico Modugno)
4. Nel blu dipinto di blu (testo di Domenico Modugno e Franco Migliacci; musica di Domenico Modugno)
5. Una testa piena di sogni (testo e musica di Domenico Modugno)
6. Io peccatore (testo e musica di Domenico Modugno)